# Новоивановское (Харьковская область)
Новоива́новское (укр. Новоивановское; до 2016 г. Жовтне́вое) — село, Коломакский поселковый совет, Коломакский район, Харьковская область, Украина.
Код КОАТУУ — 6323255101. Население по переписи 2001 года составляет 213 (110/103 м/ж) человек.

## Географическое положение
Село Новоивановское находится в 3-х км от реки Коломак (левый берег) и в 4-х км от реки Шляховая (правый берег).
На расстоянии в 2 км расположено село Бровковое, в 3-х км пгт Коломак.

## История
- 1921 — дата основания.

## Экономика
- Молочно-товарная ферма.